# III. třída okresu Karlovy Vary
III. třída okresu Karlovy Vary patří společně s ostatními třetími třídami mezi deváté nejvyšší fotbalové soutěže v Česku. Je řízena Okresním fotbalovým svazem Karlovy Vary. Hraje se každý rok od léta do jara se zimní přestávkou. Vítěz každé ze skupin postupuje do II. třídy okresu Karlovy Vary.

## Vítězové

### III. třída okresu Karlovy Vary skupina A
| Ročník    | Vítězný tým                |
| --------- | -------------------------- |
| 2003/2004 | Slavia Junior Karlovy Vary |
| 2004/2005 | SK Božíčany                |
| 2005/2006 | Kamp Karlovy Vary-Doubí    |
| 2006/2007 | SK Božíčany                |
| 2007/2008 | DC BACARDI Karlovy Vary    |
| 2008/2009 | Slavia Junior Karlovy Vary |
| 2009/2010 | EP Merklín                 |
| 2010/2011 | TJ RZ Abertamy             |
| 2011/2012 | TJ Sokol Chyše „B“         |
| 2012/2013 | TJ Slavoj Bečov nad Teplou |
| 2013/2014 | TJ Děpoltovice             |
| 2014/2015 | SC Stanovice               |
| 2015/2016 | TJ Sokol Hájek             |
| 2016/2017 | SK Kyselka                 |
| 2017/2018 | Sokol Sadov                |
| 2018/2019 |                            |

### III. třída okresu Karlovy Vary skupina B
| Ročník    | Vítězný tým            |
| --------- | ---------------------- |
| 2004/2005 | Soutěž se nehrála.     |
| 2005/2006 | Soutěž se nehrála.     |
| 2006/2007 | Soutěž se nehrála.     |
| 2007/2008 | Soutěž se nehrála.     |
| 2008/2009 | Soutěž se nehrála.     |
| 2009/2010 | Soutěž se nehrála.     |
| 2010/2011 | Soutěž se nehrála.     |
| 2011/2012 | Soutěž se nehrála.     |
| 2012/2013 | Soutěž se nehrála.     |
| 2013/2014 | Soutěž se nehrála.     |
| 2014/2015 | 1. FC Karlovy Vary „B“ |
| 2015/2016 | FK Verušičky           |
| 2016/2017 | SK Toužim „B“          |
| 2017/2018 | Soutěž se nehrála.     |
| 2018/2019 |                        |